# Bètaversie
Een bètaversie is in ontwikkeling zijnde software die nog niet stabiel genoeg is om in productie genomen te worden, maar wel al (deels) functioneel is. De bètaversie wordt vaak verspreid onder een selecte groep van gebruikers voor een gebruikerstest waarbij feedback gegeven kan worden. Dit kan een gesloten selectie gebruikers zijn (closed beta of gesloten bèta) of gewoon voor elke gebruiker (open bèta).
Een eerste versie van software wordt de alfaversie genoemd, naar de eerste letter van het Griekse alfabet alfa. Bèta is de tweede letter van dat alfabet. Als er daarna nog een versie komt vóór de officiële versie, dan wordt die soms de previewversie of release candidate (RC) genoemd.
De release candidate of previewversie wordt soms ook wel de gammaversie genoemd en de officiële versie de omegaversie. Soms wordt er na de release candidate nog verder doorgenummerd/doorgeletterd: release candidate 2 (RC2) = deltaversie, release candidate 3 (RC3) = epsilonversie etc.
Voor deelname aan een dergelijke test kan een bètasleutel vereist zijn; dit wordt bijvoorbeeld bij online computerspellen gedaan. Dit is een code waarmee men toegang krijgt tot de bètatest. Voor populaire spellen kan deze bètasleutel vrij waardevol zijn aangezien veel mensen willen deelnemen aan de bètatest. De bètasleutels voor spellen van Blizzard Entertainment worden soms voor veel geld ($ 400 - $ 1000) verkocht op eBay.